# 910

## Události
- 11. září – založen klášter v Cluny, jedno z předních náboženských a kulturních center středověké Evropy.

## Narození
- ? – Svatý Adalbert Magdeburský, apoštol Slovanů a první arcibiskup magdeburský († 20. června 981)

## Úmrtí
- 2. červen – Richilda z Provence, druhá manželka římského císaře a západofranského krále Karla II. Holého
- Alfons III. Leónský, zakladatel leónského království

## Hlavy států
- České knížectví – Spytihněv I.
- Papež – Sergius III.
- Anglické království – Eduard I. Starší
  - Mercie – Æthelred
- Skotské království – Konstantin II. Skotský
- Východofranská říše – Ludvík IV. Dítě
- Západofranská říše – Karel III.
- Uherské království – Zoltán
- První bulharská říše – Symeon I.
- Byzanc – Leon VI. Moudrý